# Drosophila maculinotata
Drosophila maculinotata este o specie de muște din genul Drosophila, familia Drosophilidae, descrisă de Toyohi Okada în anul 1956. Conform Catalogue of Life specia Drosophila maculinotata nu are subspecii cunoscute.